# Dain, Dwalin, Duneyr und Durathror

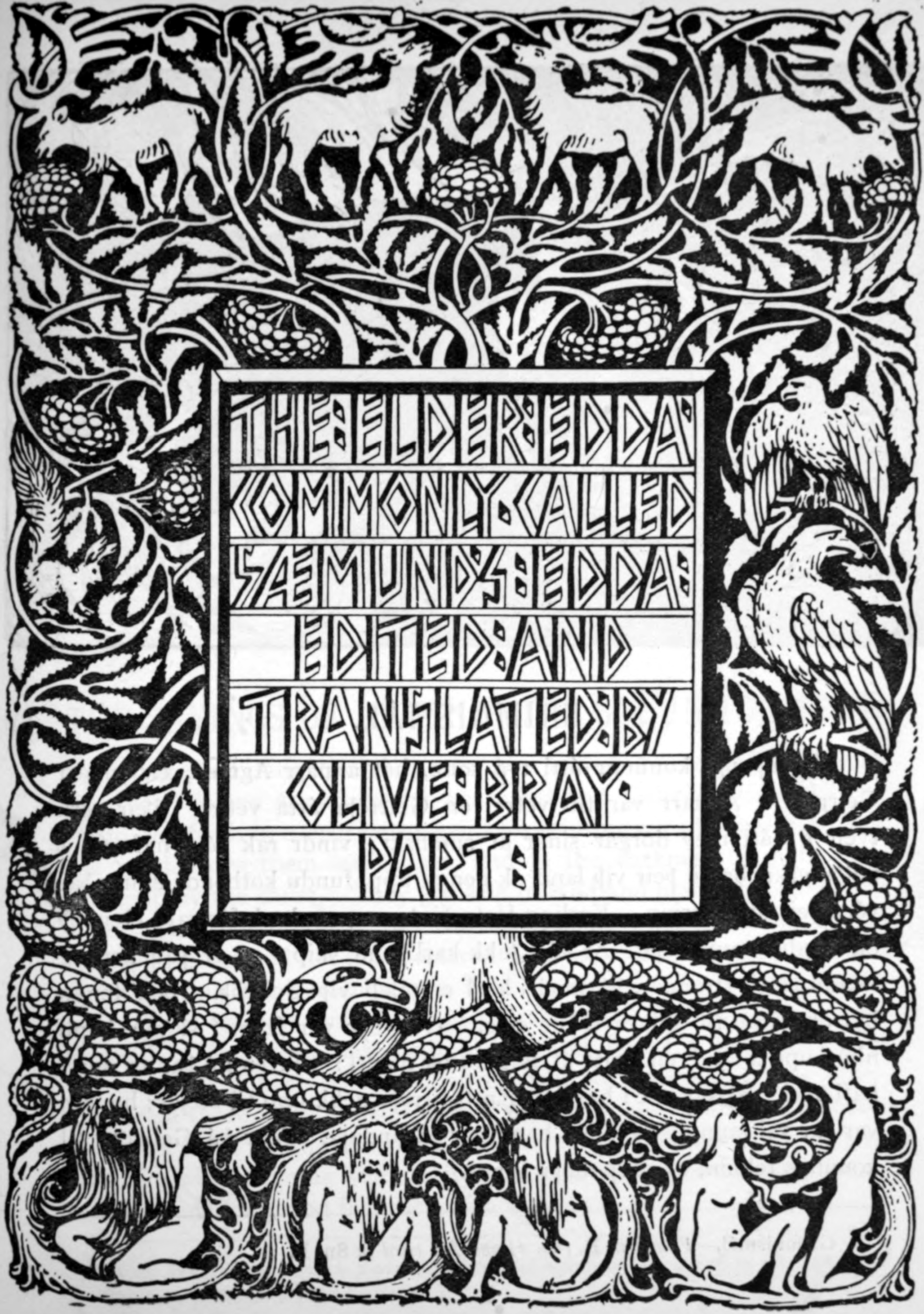
Die vier Hirsche in den Blättern Yggdrasils. Illustration von W. G. Collingwood, 1908.

Dain, Dwalin (auch Dvalin oder Dvalar), Duneyr und Durathror sind vier Hirsche in der nordischen Mythologie, die zu den Tieren am Weltenbaum Yggdrasil gehören.

## Forschung
Die Vorstellung vom Hirsch am Weltenbaum könnte wie der Weltenbaum selbst bereits auf indogermanische Zeit zurückgehen. Hirsche am Weltenbaum gibt es auch in iranischen Darstellungen wie zum Beispiel auf der Goldkrone von Novocherkassk, bei der ein Baum von zwei Hirschen umrahmt wird. Nach anderer Ansicht sind die Hirsche am Weltenbaum kein indogermanisches Erbe, sondern sie gehen auf den Einfluss einer vorderasiatischen Hochkultur zurück, die entweder unmittelbar oder mittelbar durch das Christentum die nordische Mythologie beeinflusste. Insbesondere im Christentum ist die Darstellung vierer Hirsche an den vier Paradiesflüssen ein häufiges Motiv.
Das Lied Grímnismál nennt zwar in Strophe 33 vier Hirschnamen, hingegen weidet laut Strophe 35 nur ein Hirsch oben an der Esche Yggdrasil. Da beim Baum Lärad, den man für eine Variante des nordischen Weltenbaums hält, ebenso nur ein Hirsch (namens Eikthyrnir) genannt wird, wird deswegen vertreten, dass zum nordischen Weltenbaum ursprünglich auch nur ein Hirsch gehörte. Das Viererkonzept würde somit der Vervielfachung des Drachen Nidhöggr entsprechen, der unterhalb von Yggdrasil mit einer Reihe anderer Schlangen haust. Deswegen soll das Namenskonzept der vier Hirsche aus späterer, also mittelalterlicher Zeit, stammen.
Dvalar aus den Thulur dürfte wahrscheinlich mit Dwalin identisch sein. Es wird auch vertreten, dass Dvalar der ursprünglichere Hirschname sei, da es noch einen Zwerg in der nordischen Mythologie namens Dwalin  gibt. Jedoch gibt es neben Dwalin auch noch den Zwerg Dain. Ob ein Zusammenhang zwischen den Hirschen und den beiden Zwergen gleichen Namens besteht, ist nicht überliefert. Es gibt die Vorstellung, dass Zwerge ein Hirschgewand nutzen können, um sich bei Tag vor den Sonnenstrahlen zu schützen, die sie ansonsten in Stein verwandeln würden.

### Etymologie
- Dain, altnordisch Dáinn, heißt „gestorben“.[13][14][15]

- Dwalin, altnordisch Dvalinn, könnte auf altnordisch dvala „verzögern“[13][16] zurückgehen. Eine Deutung lautet demnach „der Langsame, der Schlafende“.[9][17]

- Dvalar, altnordisch Dvalarr, stammt vermutlich ebenso wie Dwalin von altnordisch dvala ab,[16] so dass beide Namen wohl dasselbe bedeuten.

- Duneyr, altnordisch Duneyrr, ist nur schwer deutbar. Eine Deutung lautet „Feuergänger“,[13] eine andere „Dunkelohr“[18], eine weitere „der, mit den braunen oder daunigen Ohren“.[19]

- Die Bedeutung des Namens Durathror, altnordisch Duraþrór, ist dunkel.[20] Das Wort setzt sich vielleicht zusammen aus altnordisch dura „schlummern“, durr „Schlummer“ oder dur „Stille“ und altnordisch þrór „Zwerg, Eber, Schwert“ beziehungsweise „Gedeihlicher“ (siehe Beiname Odins).[13] Alle Kombinationen sind denkbar. Vorgeschlagen wird zum Beispiel „Schlummer-Eber“.[9]

### Deutung
Deutungen der Hirsche stellen ihre Vierzahl in den Vordergrund. Demnach könnten sie für die vier Hauptwinde stehen oder als Zwerge in Hirschgestalt Repräsentanten der vier Himmelsrichtungen sein. Genauso gut könnten sie auch für die vier Jahreszeiten stehen und das sich immer wieder erneuernde Leben versinnbildlichen. Das Abfressen der Blätter des Weltenbaums wird auch gedeutet als Knospen = Stunden, Blüten = Tage und Zweige = Jahreszeiten.